# Федерико Моча
Федерико Моча (на италиански: Federico Moccia) е италиански режисьор, сценарист и писател на бестселъри в жанра любовен роман. Кмет на Розело от 2012 г.

## Биография и творчество
Федерико Моча е роден на 20 юли 1963 г. в Рим, Италия. Баща му Джузепе Моча е сценарист и режисьор на популярни италиански комедии от 70-те и 80-те години.
Прави дебюта си като асистент режисьор през 1982 г. Няма особен успех с филмите и затова от 1987 г. започва активно да работи като сценарист. През 1998 г. отново се връща към режисурата като екранизира собствените си произведения и сценарии.
През 1992 г. е издаден първият му роман „Три метра над небето“, което той прави за собствена сметка в малка издателска къща и с много малък тираж. Книгата не е забелязана от критиката, въпреки че става популярна сред младите читатели. Едва 12 години по-късно, когато през 2004 г. романът е екранизиран в едноименния филм с участието на Рикардо Скамарцио и Кати Сондърс, романът е преиздаден, бележи незабавен успех, става международен бестселър, и е високо оценен от критиката. Удостоен е с наградите „Кулата на Кастручио“ и „Инсула Романа“.
Филмът става емблематичен със сцената на любовния обет, когато героите написват имената си на катинар, който заключват на Милвийския мост в Рим и хвърлят ключа в река Тибър. Модата на „катинара на любовта“ веднага става популярна и се разпространява из целия свят.
Продължението му „Искам те“ и издаден през 2006 г., а следващата година е екранизиран в много успешния едноименен филм.

## Произведения

### Романи
- Tre metri sopra il cielo (1992, 2004)
Три метра над небето, изд. „Скайпринт“, София (2012), прев. Нели Раданова
- Ho voglia di te (2006)
Искам те, изд. „Скайпринт“, София (2014), прев. Георги Георгиев
- Scusa ma ti chiamo amore (2007)
- Cercasi Niki disperatamente (2007)
- La passeggiata (2007)
- 3MSC. Emozioni e sogno. Tre metri sopra il cielo. Lo spettacolo (2007)
- Diario di un sogno. Le fotografie, i miei appunti, le mie emozioni, dal set del film „Scusa ma ti chiamo amore“ (2008)
- Amore 14 (2008)
- Scusa ma ti voglio sposare (2009)
- L'uomo che non voleva amare (2011)
- Quell'attimo di felicità (2013)
- Sei tu (2014)
- Tu sei ossessione, 2015
- Tre volte te, 2017
- La ragazza di Roma Nord, 2019
- Semplicemente amami, 2020

#### Като сценарист
- 1987 – I ragazzi della 3ª C – ТВ сериал
- 1988 – Natura contro
- 1990 – College – ТВ сериал
- 1996 – Classe mista 3ª A
- 2004 – Tre metri sopra il cielo, испански римейк през 2010 г. Три метра над небето, с Марио Касас
- 2007 – Ho voglia di te, испански римейк през 2012 г. Три метра над небето - Искам теб
- 2008 – Scusa ma ti chiamo amore
- 2009 – Amore 14
- 2010 – Scusa ma ti voglio sposare
- 2013 – Universitari – Molto più che amici
- 2017 – Non c'è campo

#### Като режисьор
- 1998 – Palla al centro
- 1990 – College – ТВ сериал
- 1996 – Classe mista 3ª A
- 2008 – Извинявай, но ще те наричам любов, Scusa ma ti chiamo amore
- 2009 – Amore 14
- 2010 – Извинявай, но искам да се оженим, Scusa ma ti voglio sposare
- 2015 – Compagni di banco, театрална комедия
- 2013 – Universitari – Molto più che amici
- 2017 – Non c'è campo
- 2021 – L'ultima coppia del mondo, , театрална комедия